# Робоча вулиця (Херсон)
Вулиця Робоча (колишні назви: Колодяжна, Набережна, Панкратовська (Панкратіївська)) — вулиця в Центральному і Корабельному районах Херсона, сполучає вулицю Ярослава Мудрого в історичному центрі міста з вулицею 10-ю Західною в Шуменському мікрорайоні.
Є однією з найдовших вулиць міста — її протяжність становить приблизно 4,1 км.

## Відомі будинки
№ 23 — житловий будинок де раніше знаходилась Прядильна синагога.